# الکسا وگا
الکسا السی پناوگا (انگلیسی: Alexa Ellesse PenaVega؛ زادۀ ۲۷ اوت ۱۹۸۸) بازیگر و خواننده آمریکایی است. او برای بازی در نقش کارمن کورتز در مجموعۀ فیلم‌های بچه‌های جاسوس و جولی کورکی در کمدی دور از خانه (۲۰۰۴) شناخته شده‌است.

## فیلم‌شناسی

### فیلم
| سال  | عنوان                                   | نقش              | یادداشت |
| ---- | --------------------------------------- | ---------------- | ------- |
| ۱۹۹۵ | نه ماه                                  | مولی             |         |
| ۱۹۹۶ | گردباد                                  | جو تورنتون       |         |
| ۱۹۹۶ | مرد زرق و برق‌دار                        | دختر کول         |         |
| ۱۹۹۶ | ارواح میسیسیپی                          | کلر              |         |
| ۱۹۹۸ | دنیس شیطونه دوباره حمله می‌کند           | جینا             |         |
| ۱۹۹۹ | اندوهی به وسعت اقیانوس                  | کری              |         |
| ۲۰۰۱ | بچه‌های جاسوس                            | کارمن کورتز      |         |
| ۲۰۰۲ | بچه‌های جاسوس ۲: جزیره رؤیاهای ازدست‌رفته | کارمن کورتز      |         |
| ۲۰۰۳ | بچه‌های جاسوس ۳: بازی باخته              | کارمن کورتز      |         |
| ۲۰۰۴ | دور از خانه                             | جولی کرکی        |         |
| ۲۰۰۷ | به یاد داشته باشید به خیرگی             | هولی             |         |
| ۲۰۰۸ | رپو! اپرای ژنتیک                        | شیلو             |         |
| ۲۰۰۹ | فیل آبی ۲                               | ملودی            | صداپیشه |
| ۲۰۰۹ | بروکن هیل                               | کت راجرز         |         |
| ۲۰۰۹ | بی‌گناه                                  | اشلی             |         |
| ۲۰۱۰ | روز مادر                                | جنا لوتر         |         |
| ۲۰۱۰ | کافه                                    | سالی             |         |
| ۲۰۱۱ | از پرادا تا ناوا                        | مری              |         |
| ۲۰۱۱ | بچه‌های جاسوس: همه زمان در جهان          | کارمن کورتز      |         |
| ۲۰۱۱ | ترانه تابستان                           | الی              |         |
| ۲۰۱۲ | کارناوال شیطان                          | ویک              |         |
| ۲۰۱۲ | معدن متروکه                             | شارون            |         |
| ۲۰۱۳ | قاتل مزدور                              | مهماندار هواپیما |         |
| ۲۰۱۳ | ماچته می‌کشد                             | کیل‌جوی           |         |
| ۲۰۱۴ | دختر ساعتی                              | تسلا             | صداپیشه |
| ۲۰۱۴ | خون شریر                                | آمبر داون بیکر   |         |
| ۲۰۱۴ | شهر گناه: بانویی که به خاطرش می‌کشم      | گیلدا            |         |
| ۲۰۱۴ | بازمانده                                | اسکایلر چپمن     |         |
| ۲۰۱۴ | ۲۳ انفجار                               | اشلی             |         |
| ۲۰۱۵ | لوازم یدکی                              | کارلا            |         |
| ۲۰۱۵ | باور می‌کنی؟                             | لیسی             |         |
| ۲۰۱۵ | هم‌اتاقی تحت تعقیب                       | جانی             |         |
| ۲۰۱۵ | پیکسی‌ها                                 | میشل مایرز       | صداپیشه |
| ۲۰۱۵ | پیمان قتل                               | کامیل            |         |
| ۲۰۲۰ | بلوط توانا                              | والری            |         |

### تلویزیون
| سال        | عنوان                               | نقش                | یادداشت                    |
| ---------- | ----------------------------------- | ------------------ | -------------------------- |
| ۱۹۹۴–۱۹۹۳  | سایه شب                             | امیلی نیوتون       | نقش تکرارشونده؛ ۶ قسمت     |
| ۱۹۹۵       | بخش فوریت‌های پزشکی                  | بانی               | قسمت: «بی‌خوابی در شیکاگو»  |
| ۱۹۹۵       | شیکاگو هوپ                          | سارا               | قسمت: «هر روز یک مرگ کوچک» |
| ۱۹۹۵       | او بود یا ما                        | کری جوان           | فیلم تلویزیونی             |
| ۱۹۹۶       | قولی به کرولاین                     | کی جوان            | فیلم تلویزیونی             |
| ۱۹۹۶       | کار زندگی                           | تس هانتر           | قسمت آغازین                |
| ۱۹۹۸       | هفت دلاور                           | الیویا             | قسمت: «دزد صندوق»          |
| ۱۹۹۹       | نت فورس                             | سوسی               | مینی‌سریال                  |
| ۱۹۹۹       | شیفته زن‌ها                          | وندی               | نقش تکرارشونده؛ ۹ قسمت     |
| ۲۰۰۲       | دسترسی کامل ۲۴/۷                    | خودش / کارمن کورتز | قسمت: «بچه‌های جاسوس ۲»     |
| ۲۰۰۲       | بچه‌های دیوانه و وحشی                | خودش               | مهمان مشهور                |
| ۲۰۰۳       | نمایش برنی مک                       | جیل                | قسمت: «جادو جوردن»         |
| ۲۰۰۳       | فضاهای تجاری: دختران در مقابل پسران | خودش               | قسمت: «الی در مقابل کالی»  |
| ۲۰۰۵       | دختر متمایز                         | ونسا               | فیلم تلویزیونی             |
| ۲۰۰۶       | اعتصاب                              | پائولا             | فیلم تلویزیونی             |
| ۲۰۰۹       | نجواگر روح                          | سرنا               | قسمت: «عشق بی‌پایان»        |
| ۲۰۰۹       | روبی و راکتیس                       | روبی               | نقش اصلی                   |
| ۲۰۱۰       | میانه                               | مورگان             | ۲ قسمت                     |
| ۲۰۱۲       | دردهای سلطنتی                       | هالیستر            | قسمت: «طوفان ناقص»         |
| ۲۰۱۲       | پروژه بارداری                       | گبی                | فیلم تلویزیونی             |
| ۲۰۱۴       | انسان‌های فردا                       | هیلاری کول         | ۸ قسمت                     |
| ۲۰۱۴       | شکارچیان                            | دیلان              | فیلم تلویزیونی             |
| ۲۰۱۵–۲۰۱۴  | نشویل                               | کیلی               | نقش تکرارشونده             |
| ۲۰۱۵       | روان‌کاو                             | لیلی               | قسمت: «سفیدی چشم‌هایش»      |
| ۲۰۱۵       | رقص با ستارگان                      | خودش               |                            |
| ۲۰۱۷–اکنون | خانه لاود                           | کارلوتا            | صداپیشه                    |